# لاهاي الدعمي
لاهاي الدعمي أكاديمية وكاتبة ومترجمة عراقية مختصة بعلم الاجتماع، ولدت في بغداد عام 1952م. وهي من أسرة تنحدر من مدينة الديوانية في الفرات الأوسط.

## التعليم
- حصلت على البكالوريوس في علم الاجتماع / كلية الآداب / جامعة بغداد عام 1977.
- حصلت على الماجستير من جامعة ولاية يوتا مدينة لوجان الولايات المتحدة الأمريكية عام 1985.
- حصلت على الدكتوراه في علم الاجتماع / جامعة يوتا / مدينة سولت ليك ستي / الولايات المتحدة الأمريكية / 1991م في التخصص الدقيق التنظيم الاجتماعي. التخصص الثانوي السكان.

## العمل
قامت بتدريس مواد المدخل إلى علم الاجتماع، التنظيم الاجتماعي، علم اجتماع المرأة نظريات اجتماعية (جامعة يوتا منذ عام 1987 – 1990). المدخل إلى علم الاجتماع، حضارة وشخصية، نظريات اجتماعية مفاهيم ونصوص باللغة الإنكليزية (جامعة بغداد منذ عام 1992 – 1998). مفاهيم ونصوص باللغة الإنكليزية، تصميم البحوث الاجتماعية، علم الاجتماع الصناعي ، تاريخ الفكر الاجتماعي، علم الاجتماع المعرفي نظريات اجتماعية (جامعة قاريونس / المرج منذ عام 1998 – 2001). نظريات اجتماعية، تاريخ الفكر الاجتماعي، مفاهيم ونصوص اجتماعية باللغة الإنكليزية (جامعة بغداد منذ عام 2001 وحتى الآن). نظريات اجتماعية، علم الاجتماع المعرفي (دراسات عليا / دكتوراه جامعة بغداد منذ عام 2002). انثربولوجيا تربوية، قيادات محلية (دراسات عليا / ماجستير انثربولوجيا / جامعة بغداد منذ عام 2001). كما أشرفت على عدد من رسائل الماجستير والدكتوراه في كلية الاداب جامعة بغداد قسم الاجتماع.
شاركت في عضوية لجان مناقشة الماجستير والدكتوراه في كلية الآداب جامعة بغداد وكلية الاداب قاريونس. وأشرفت على بحوث التخرج للدراسات الأولية في جامعة بغداد وجامعة قاريونس. من جملة الرسائل التي أشرفت عليها في كلية الاداب جامعة بغداد قسم الاجتماع منها: التصور الذاتي والاجتماعي للمرأة في العراق / رسالة دكتوراه. تفعيل دور المرأة في المؤسسة التربوية / رسالة دكتوراه. الرمز والإشارة والإيماء لدى العائلة العراقية / رسالة دكتوراه. المرأة واتخاذ القرار / رسالة دكتوراه.
عضو نقابة المعلمين في العراق. عضو الجمعية الأمريكية للعلوم الاجتماعية.
عضو اتحاد الاجتماعيين العرب.

## البحوث العلمية
نشرت عدداً كبيراً من البحوث العلمية في عدد من المجلات العلمية منها:
- مفهوم العلم في الإسلام نموج أبو حيان التوحيدي، مجلة الكلمة 2000.
- الجندر بين الرؤية العربية والرؤية الوطنية المحلية / بيت الحكمة.
- النساء والتنمية / مجلة كلية الآداب / 2003.
- البعد الايدولوجي للعولمة / بيت الحكمة / 2002.
- الإسلام والعولمة / مجلة كلية الآداب / 2004.

## الكتب
أنجزت عددا من الكتب المتخصصة في علم الاجتماع منها:
- الملامح الاجتماعية في أعمال عدد مختار من الفلاسفة العرب المسلمين: (الكندي، الفارابي، ابن سينا، ابن باجة، ابن طفيل، ابن رشد).
- مقدمة في علم الاجتماع.
- مصطلحات ونصوص اجتماعية باللغتين العربية والإنكليزية.
- نظريات اجتماعية (سوسيولوجية) عضو الجمعية العراقية للعلوم الاجتماعية.

### الترجمات
- «تاريخ النظرية الأنثروبولوجية» توماس هايلاند إيركسون وفين سيفرت نيلسون. (2013م).[3]
- «قراءات في النظرية السوسيولوجية من التراث الكلاسيكي إلى مدرسة ما بعد الحداثة» نصوص مختارة (2016م).
- «في علم اجتماع المعرفة: تحليل سوسيولوجي لنظرية ابن خلدون» لعلي الوردي. (2018م).
- «العرقية والقومية: وجهات نظر أنثروبولوجية» توماس هايلاند إريكسن. (2018م).[4]

## المؤتمرات والندوات
شاركت في العديد من المؤتمرات والندوات داخل العراق وخارجه نذكر منها:
- المؤتمر التأسيسي للاجتماعيين العرب / بنغازي، 1979.
- ندوة الآفاق الاجتماعية والاقتصادية والسياسية للمرأة في العراق في القرن الحادي والعشرين بإشراف مكتب الأمم المتحدة للتنمية الاجتماعية، 1995.
- ندوة حول اثر الثقافات الفرعية في العراق / جامعة البصرة 1992.
- ندوة حول سبل مكافحة المخدرات في المرج / ليبيا 1999.
- الدورة الطبية الثالثة للقانونيين وباننة السفن / جامعة قاريونس 2000.
- إدارة وتنفيذ دورة تدريبية لتدريب المدربين حول دور العامل الأخصائي الاجتماعي لحماية الطفل في العراق وذلك بالتعاون مع منظمة التضامن الإيطالية و اليونيسيف للفترة من 18-23 آب 2003 ومن ثم 24-29 آب 2003 والقسم الثاني من الدورة تم في تشرين أول من نفس العام 2003.
- تنفيذ دورة تدريسية لعدد من المنتسبات في وزارة العمل والشؤون الاجتماعية بالتعاون مع المنظمة النرويجية الكنسية للمساعدة والإغاثة غير الحكومية، تشرين أول 2003 تشرين ثاني 2003.

## المصدر
موسوعة علم الاجتماع في العراق، مجلة علوم إنسانية